# 陳文福
陳文福（1918年8月23日—？），越南共和国官员、外交官，曾任大叻市长、越南共和国驻高棉共和国大使等职务。

## 生平
1918年8月23日，陈文福出生于柬埔寨茶胶，據說能夠流利地說和書寫高棉語。
1955年至1963年間，任大叻市長。
1963年政变后，吴廷琰政权被推翻，陈文福市长的职务也被免除。此后，政治反对派控诉陈文福收受贿赂，资助吴氏兄弟，陈因此被安全部门逮捕。警方在调查后于1964年4月8日释放了陈文福，因为“沒有發現任何在舊政權時期的經濟犯罪跡象”。
1970年10月，陈文福被任命为越南共和国驻高棉共和国大使。同年11月11日，递交国书。

### 家庭
已婚，有四个子女。